# 尖果蓼
尖果蓼（学名：Polygonum rigidum）为蓼科蓼属下的一个种。

## 扩展阅读
- 維基物種上的相關：尖果蓼